# Групни сетинг
Групни сетинг је окружење у коме се одвија групна терапија и њена иницијална поставка. Групни сетинг у смислу простора, распореда седења, основних правила и сл. значајно може утицати на развој групе и поред циља и састава, група је једна од значајних карактеристика групне терапије. Чест захтев терапије је да сетинг буде стално исти и релативно једноставан, како би се учврстио идентитет групе и простора у коме се она одвија.